# Club des plus belles baies du monde
 (novembre 2015).
Si vous disposez d'ouvrages ou d'articles de référence ou si vous connaissez des sites web de qualité traitant du thème abordé ici, merci de compléter l'article en donnant les références utiles à sa vérifiabilité et en les liant à la section « Notes et références ».
Le Club des plus belles baies du monde est une association internationale fondée à Vannes et une marque déposée créée à Berlin le 10 mars 1997. Elle regroupe (en 2022) 43 baies dans 26 pays représentant chacune une collectivité qui offre une façade maritime sur une baie ou golfe remarquable du littoral mondial.
Le marketing du titre flatteur de « plus belle baie du monde » peut inciter des régions à adhérer à ce club en privilégiant des politiques en matière d'investissements touristiques plus orientées vers le tourisme de masse que vers le tourisme durable.

## Historique
L'association des plus belles baies du monde est une association internationale fondée à Vannes en mars 1997 par Bruno Bodard, Michel Met et Hervé Laigo (respectivement directeur, président et trésorier de l'office de tourisme du pays de Vannes, dans le golfe du Morbihan). Les cofondateurs de cette association à la marque déposée veulent à l'origine agir en faveur de la valorisation touristique du golfe de Vannes entreprennent alors un jumelage avec la baie d'Along. L'office de tourisme propose « d'inclure d'autres baies à l'initiative afin de créer un véritable réseau ».

## Critères
Les baies adhérentes doivent remplir certains critères tels que[réf. souhaitée] :
- faire l’objet de mesures de protection ;
- disposer d’une faune et d’une flore intéressante ;
- disposer d’espaces naturels remarquables et attractifs ;
- être connue et appréciée sur le plan local et national ;
- être emblématique pour la population locale ;
- avoir un certain potentiel économique.

## Liste des baies adhérentes

### Amériques
| Pays                   | Baie                               | Région                       | Note                                  |
| Brésil                 | Baie de Praia do Rosa              | Santa Catarina               | Baie de Plage Rose                    |
| Canada                 | Baie des Chaleurs                  | Nouveau-Brunswick, Québec    |                                       |
| Canada                 | Baie de Tadoussac                  | Québec                       | Premier membre nord-américain en 1998 |
| Colombie               | Baie de Carthagène des Indes       | Bolívar                      |                                       |
| États-Unis             | Baie de San Francisco              | Californie                   |                                       |
| France                 | Baie de Fort-de-France             | Martinique                   |                                       |
| France                 | Baie des Saintes                   | îles des Saintes, Guadeloupe |                                       |
| Mexique                | Baie de Banderas - Puerto Vallarta | Jalisco                      |                                       |
| République dominicaine | Baies de Samaná et Rincón          | Samaná                       |                                       |

### Europe
| Pays       | Baie                                 | Région                                  | Note                                                     |
| Croatie    | Baie de Sakarun                      | Comitat de Zadar                        |                                                          |
| France     | Baie des Sables-d'Olonne             | Pays de la Loire                        | Entrée en 2022.                                          |
| Espagne    | Baie de Santander                    | Cantabrie                               |                                                          |
| Espagne    | Golfe de Rosas                       | Catalogne                               |                                                          |
| France     | Baie de La Ciotat                    | Provence-Alpes-Côte d'Azur              | Entrée en 2019.                                          |
| France     | Baie du Pouliguen                    | Pays de la Loire                        | Entrée en 2011. Appelée parfois à tort baie de La Baule. |
| France     | Baie de Somme                        | Hauts-de-France                         |                                                          |
| France     | Baie du mont Saint-Michel            | Bretagne et Normandie                   | Patrimoine mondial de l'UNESCO                           |
| France     | Golfe du Morbihan - Baie de Quiberon | Bretagne                                | Vannes, siège du club, y est située                      |
| France     | Golfe de Porto et Girolata           | Corse                                   | Golfe de Porto inscrit au Patrimoine mondial de l'UNESCO |
| Grèce      | Baie de Grikos                       | Île de Patmos                           | depuis le 23 janvier 2011                                |
| Monténégro | Bouches de Kotor                     | Kotor                                   |                                                          |
| Portugal   | Baie de Setúbal                      | District de Setúbal, Région de Lisbonne |                                                          |
| Portugal   | Baie de Horta                        | Île de Faial, Açores                    |                                                          |

### Asie
| Pays         | Baie                  | Région                | Note                                                                                             |
| Cambodge     | Baie du Cambodge      |                       | depuis le 23 janvier 2011                                                                        |
| Chine        | Baie de Qingdao       | Shandong              |                                                                                                  |
| Corée du Sud | Baie de Yeosu         | Jeollanam             |                                                                                                  |
| Japon        | Baie de Kujukushima   | Sasebo                |                                                                                                  |
| Japon        | Baie de Toyama        | Tomaya et Ishikawa    |                                                                                                  |
| Japon        | Baie de Suruga        | Shizuoka              |                                                                                                  |
| Japon        | Baie de Matsushima    | Matsushima            |                                                                                                  |
| Philippines  | Baie de Puerto Galera | MIMAROPA              |                                                                                                  |
| Philippines  | Baie de Pujada        | Mati                  | Ainsi que les baies de Mayo et Balete qui sont situées dans la même ville que la baie de Pujada. |
| Taïwan       | Baie de Penghu        | Îles Pescadores       |                                                                                                  |
| Turquie      | Baie de Bodrum        | Région égéenne        |                                                                                                  |
| Viêt Nam     | Baie d'Along          | Đông Bắc              | Patrimoine mondial de l'UNESCO                                                                   |
| Viêt Nam     | Baie de Nha Trang     | Nam Trung Bộ          |                                                                                                  |
| Viêt Nam     | Baie de Lang Co-Hué   | Côte centrale du Nord |                                                                                                  |

### Afrique
| Pays       | Baie                 | Région           | Note                 |
| Cap-Vert   | Baie de Mindelo      | São Vicente      |                      |
| Madagascar | Baie de Diego-Suarez | Diana            |                      |
| Maroc      | Baie d'Agadir        | Souss-Massa-Drâa |                      |
| Maroc      | Baie d'Al Hoceïma    | Al Hoceïma       |                      |
| Mozambique | Baie de Pemba        | Cabo Delgado     |                      |
| Sénégal    | Baie du Sine-Saloum  | Fatick, Kaolack  |                      |
| Sénégal    | Baie de Ngor         | Dakar            | depuis le 7 mai 2025 |

## Anciens membres
Baies ayant participé à l'assemblée constitutive mais ne figurant plus dans la liste des membres du club :
- Baie de Géorgie (Vancouver, Canada)
- Baie d'Antalya (Kemer, Turquie)
- Baie de Saldagne (Afrique du Sud)
- Lagune de Venise (Venise, Italie)
- Baie de Taytay (Palawan, Philippines)
- Baie d'Inverness (Écosse)
- Baie d'Oro (Ile des pins, Nouvelle-Calédonie)
- Baie de Paria (Irapa, Venezuela)
- Baie de Finland (Saint-Pétersbourg, Russie)
- Baie de Corcovado (Puerto Montt, Chili)
- Cap Cod (Hyannis, États-Unis)
- Caldeira de Santorin (Grèce)

## Cartes
Les ronds bleus signalent les actuels membres du club ; les carrés[Où ?] bleus les anciens membres. B. est mis pour Baie ; G. pour Golfe.
Vu le nombre de membres européens, une deuxième carte spécifique est détaillée.

### Monde
| Péninsule Valdés Praia do Rosa B. des Chaleurs B. de Tadoussac B. de Carthagène des Indes B. de San Francisco B. des Saintes B. de Fort-de-France B. de Banderas - Puerto Vallarta B. de Samanà et Rincón B. de · Horta B. du · Cambodge B. de Qingdao B. de Yeosu Backwaters · du Kerala B. de Puerto Galera B. de Pujada B. de Bodrum B. d'Along B. de Nha Trang B. de Lang Co-Hué B. de Penghu B. de Matsushima B. de la Table False Bay B. de Mindelo B. de Diego-Suarez B. d'Agadir B. de Pemba B. du Siné Saloum Détroit de Géorgie B. d'Antalya B. de Saldagne B. de Taytay B. d'Oro B. de Paria G. de Corcovado Cap Cod G. de Finlande |

### Europe
| B. du Pouliguen B. de Santander B. de Somme B. du mont Saint-Michel G. du Morbihan G. de Porto G. de Girolata B. de Quiberon B. de Grikos B. de Bantry Bouches de Kotor B. de Setúbal B. de Bodrum G. de Rosas B. de Sakarun B. d'Antalya Lagune de Venise B. d'Inverness G. de Finlande Caldeira de Santorin |